# Вежбово (Ґраєвський повіт)
Вежбово (пол. Wierzbowo) — село в Польщі, у гміні Граєво Ґраєвського повіту Підляського воєводства.
Населення — 302 особи (2011).
У 1975-1998 роках село належало до Ломжинського воєводства.

## Демографія
Демографічна структура станом на 31 березня 2011 року:
|          | Загалом | Допрацездатний вік | Працездатний вік | Постпрацездатний вік |
| -------- | ------- | ------------------ | ---------------- | -------------------- |
| Чоловіки | 148     | 36                 | 91               | 21                   |
| Жінки    | 154     | 36                 | 80               | 38                   |
| Разом    | 302     | 72                 | 171              | 59                   |